# Georges Dœuillet

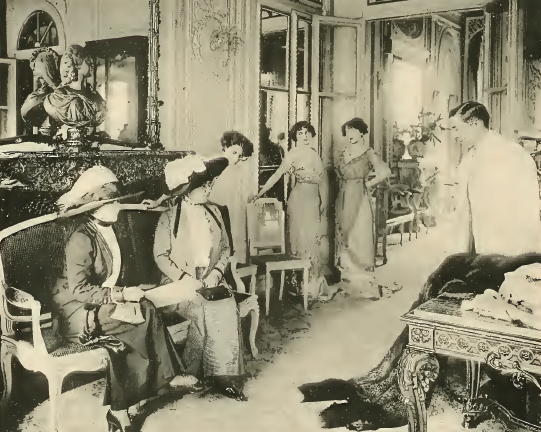
Salon d'essayage de la maison Dœuillet, place Vendôme (1910).

Georges Camille Dœuillet, né le 16 juillet 1865 à Chalo-Saint-Mars (Essonne) et mort le 20 mars 1934, est un couturier français, qui ouvrit une maison de haute couture à Paris en 1900.

## Histoire
Georges Dœuillet est le fils de Jean Léonard Dœuillet et Marie Thérèse Guérin. Il épouse Lucie Marie Brandenberger.
Georges Dœuillet commence sa carrière comme directeur commercial de la maison Callot Sœurs : c'est lui qui embaucha la jeune Madeleine Vionnet comme apprentie.
En 1900, il ouvre sa propre maison au 18 place Vendôme : avec Gustave Beer, il est le premier couturier à venir s'installer dans ce quartier (en 1914, il déménagera au numéro 24, dans un espace beaucoup plus grand). Dès cette année, il participe, avec de nombreux autres grands couturiers, à l'Exposition universelle dans le pavillon Palais des Fils, Tissus et Vêtements, sous la dénomination de « G. Dœuillet et Cie ». En 1908, il ouvre une deuxième boutique à Londres au 25 Albemarle Street dans le Mayfair. Sa réputation traverse alors l'Atlantique : il devient l'un des couturiers les plus en vue. En 1911, il reçoit la Légion d'honneur.
Le financier Benjamin Guggenheim fut l'un des premiers à investir dans la société : Georges Dœuillet obtient sa caution financière par le biais de l'homme d'affaires Georges Aubert avec lequel il est en amitié.
Dœuillet fait de nombreuses apparitions dans Vogue, La Gazette du Bon Ton, The New York Times et Harpers Bazaar.
Il prend en 1912, la présidence de la Chambre syndicale de la couture parisienne ; il restera un an à ce poste. En 1913, il dessine les robes destinées à la première de l'ouverture du Théâtre Mogador où apparaissent pour la première fois, les « robes de style » (c'est-à-dire de cocktail), plus courtes et qui feront forte impression sur Jeanne Lanvin.
Durant la Première Guerre mondiale, l’État soutient les maisons de haute couture comme Dœuillet, laquelle peut ainsi être représentée à la Panama–Pacific International Exposition de San Francisco en 1915.
En 1917, il lance avec Jeanne Paquin et la maison Callot Sœurs, la « jupe tonneau », qui ne connaît pas le succès escompté mais anticipe les créations des années 1920.
En 1920, il conçoit plusieurs costumes pour la scène parisienne avec le dessinateur Vladimir Barjansky.
En 1925, Goerges Aubert fait entrer la maison Dœuillet en bourse : Aubert prend une large participation et devient l'administrateur de la maison. Au cours des mois qui suivent, Dœuillet fusionne avec la maison de Jacques Doucet, au sein d'une holding dirigée par Aubert et comprenant les maisons de haute couture Agnès, Paul Poiret, Drecoll et Beer (1929), Germaine Patat.
En 1929, la nouvelle maison Dœuillet-Doucet est regroupée au 21 rue de la Paix ; elle déménagera au 47 rue Pierre-Charron, sa dernière adresse.
Georges Dœuillet meurt le 20 mars 1934 à son domicile, situé 37 avenue Montaigne et la nouvelle société Dœuillet-Doucet est liquidée en 1937 non sans avoir connu des démêlés avec la banque Oustric.

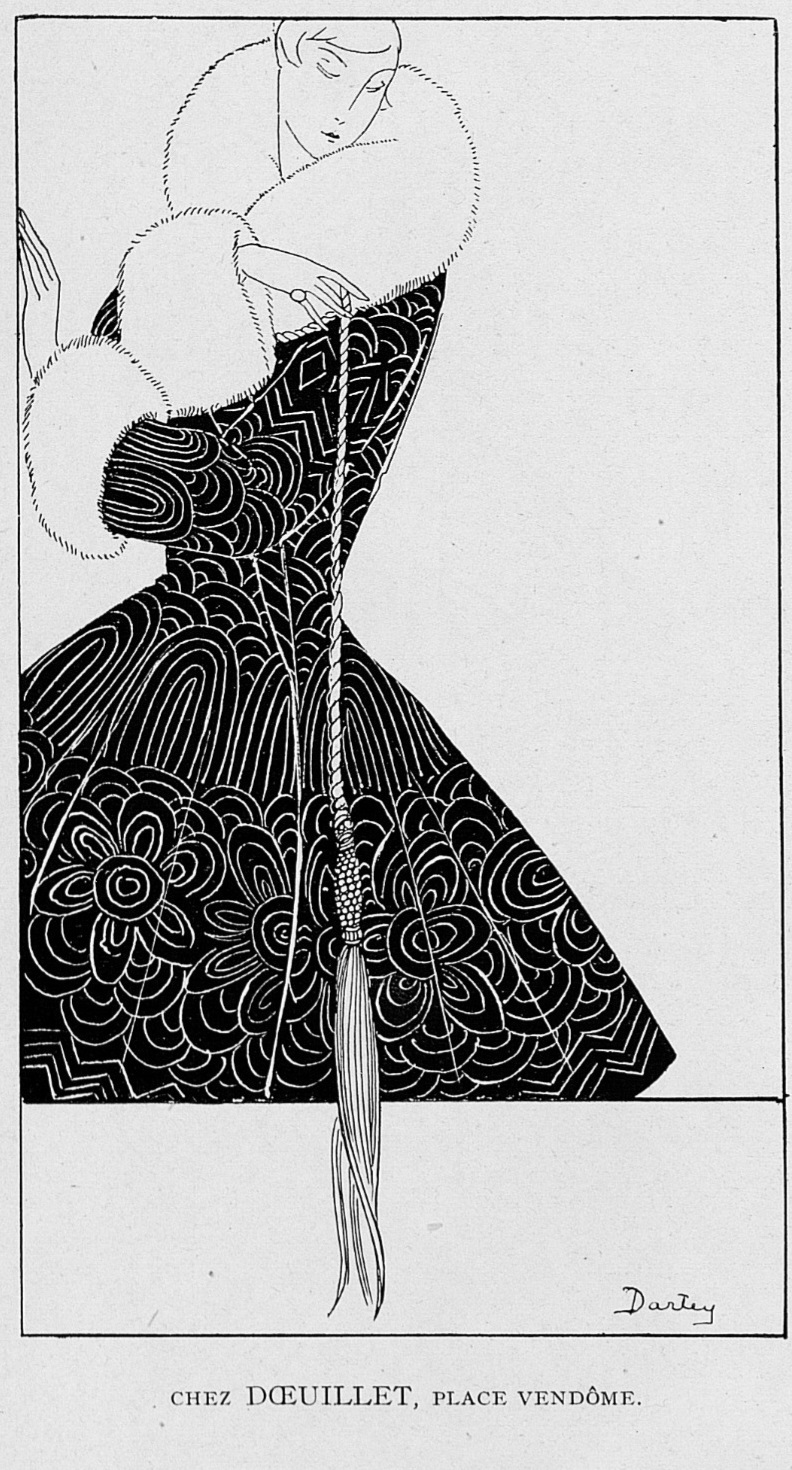
Dessin de Dartey

## Conservation
- Metropolitan Museum of Art, New York.
- Musée des arts décoratifs, Paris.

### Note
1. ↑  À l'époque, il est « de bon ton, voire recommandé, d'ouvrir une succursale à Londres si l'on est parisien, et inversement[5]. »
2. ↑  Société anonyme au capital de 5,4 millions de francs : les actions sont signées par Aubert.